# تذارق
تُذارِق (لفظ معرب لاسم Theodōrīcus> الرومية: Theodōrus) شقيق القيصر هرقل هو قربلاط وقائد عسكري حارب الفرس في الحرب الساسانية-البيزنطية 602-628 والعرب في الفتح الإسلامي لبلاد الشام.
عُرف لتذارق ابنان، أحدها سُمي باسمه وكان يقال له التُذارِق (بلام التعريف)، والآخر جُرجة بن توذا (Gregōrius | Geōrgius).